# جينيفر ميسوني
جينيفر ميسوني (بالإيطالية: Jennifer Missoni)‏ هي ممثلة إيطالية، ولدت في 3 أبريل 1985 في إيطاليا.

## وصلات خارجية
- جينيفر ميسوني على موقع IMDb (الإنجليزية)
- جينيفر ميسوني على موقع قاعدة بيانات الفيلم (الإنجليزية)